# Sara Di Filippo
Sara Di Filippo (* 29. Juni 1982 in Udine) ist eine ehemalige italienische Fußballspielerin und -trainerin.

## Karriere
Di Filippo kam als Mittelfeldspielerin von 1999 bis 2012 für die UPC Tavagnacco in der Serie A, der höchsten Spielklasse im italienischen Frauenfußball, zu Punktspielen. Als Zweitplatzierter der Meisterschaft 2011 war ihr Verein für den Wettbewerb der Champions League 2011/12 neben Meister SEF Torres 1903 qualifiziert. Sie bestritt einzig das am 29. September 2011 ausgetragene Hinspiel im Sechzehntelfinale gegen den LdB FC Malmö, der mit 2:1 bezwungen werden konnte. 
Nach ihrer Spielerkarriere trainierte Sara Di Filippo in der Saison 2014/15 die UPC Tavagnacco, danach – in der Saison 2018/19 – die ASD AGSM Verona CF.
Für die A-Nationalmannschaft kam Sara Di Filippo von 2002 bis 2006 in sechs in Freundschaft ausgetragenen Länderspielen zum Einsatz. Sie nahm mit der Mannschaft an der Europameisterschaft 2005 in England teil und wurde im ersten und zweiten Spiel der Gruppe B bei der 1:3-Niederlage gegen die Nationalmannschaft Frankreichs und bei der 0:4-Niederlage gegen die Nationalmannschaft Deutschlands eingesetzt; im ersten Gruppenspiel gelang ihr mit dem Treffer zum Endstand in der 83. Minute ihr einziges Turniertor.

## Erfolge
- Zweite der Italienischen Meisterschaft 2010/11